# Mölle kapell
Mölle kapell är en kyrkobyggnad i Mölle. Den tillhör Brunnby församling i Lunds stift.

## Kapellets historik
Länge ansågs det inte behövas ett kapell i Mölle, de boende i fiskeläget fick besöka Arilds kapell eller Brunnby kyrka. När Mölle sedan växte om Arild befolkningsmässigt runt 1900 uppstod ett behov för ett kapell i Mölle. 1902 bildades Mölle kapellstiftelse och insamlingar till ett kapell startade. Första världskriget och dåliga tider gjorde att planerna drog ut på tiden.
Skisser till ett kapell ritades 1929 av L.G. von Dardel. Efter att skisserna genomgått vissa förändringar påbörjades bygget och 1935 kunde kapellet invigas. Det är byggt i tegel och har ett trappgavelstorn. Sedan invigningen har inga ombyggnader skett.

## Inventarier
- Altartavla, predikstol och dopfunt är utförda av Gunnar Wallentin.
- Votivskeppet är byggt av kapten Lars Peter Norman och skänkt till kapellet av kapten Waldemar Elfversson.

### Orgel
Den nuvarande orgeln byggdes och invigdes 1935 av Th. Frobenius og Sønner Orgelbyggeri A/S Lyngby, Danmark. Orgeln har en fast kombination. Den är bevarad i originalskick och en tidig representant i Sverige för orgelrörelsen.
| Manual I         | Manual II     | Pedal      | Koppel  |
| Rørfløjte 8´     | Quintatøn 8'  | Subbas 16´ | I/P 8´  |
| Principal 4'     | Salicional 8' |            | II/P 8´ |
| Rausquint 2 2/3' | Blokfløjte 4' |            | II/I 8´ |
|                  |               |            | I 4´    |

## Bilder

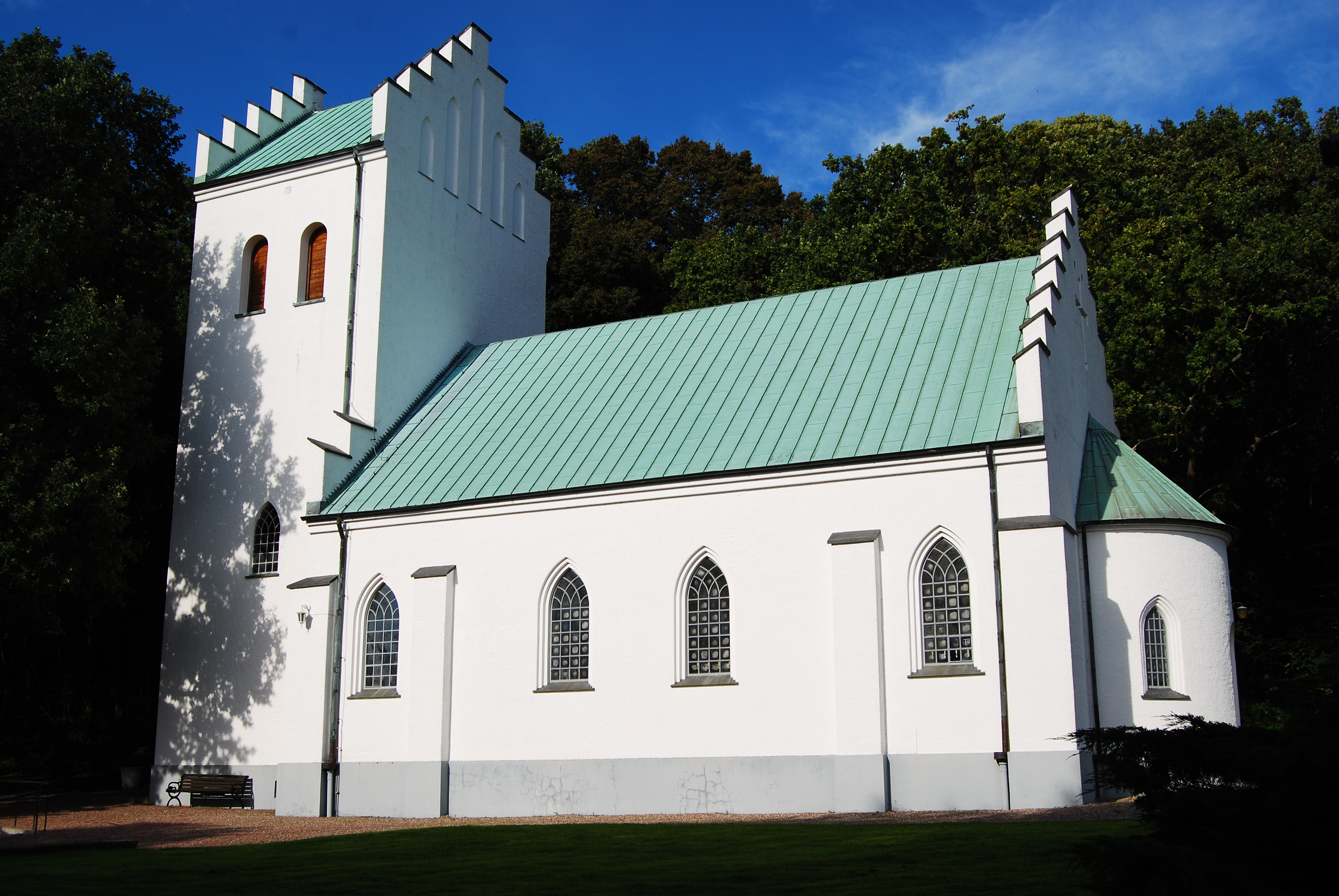
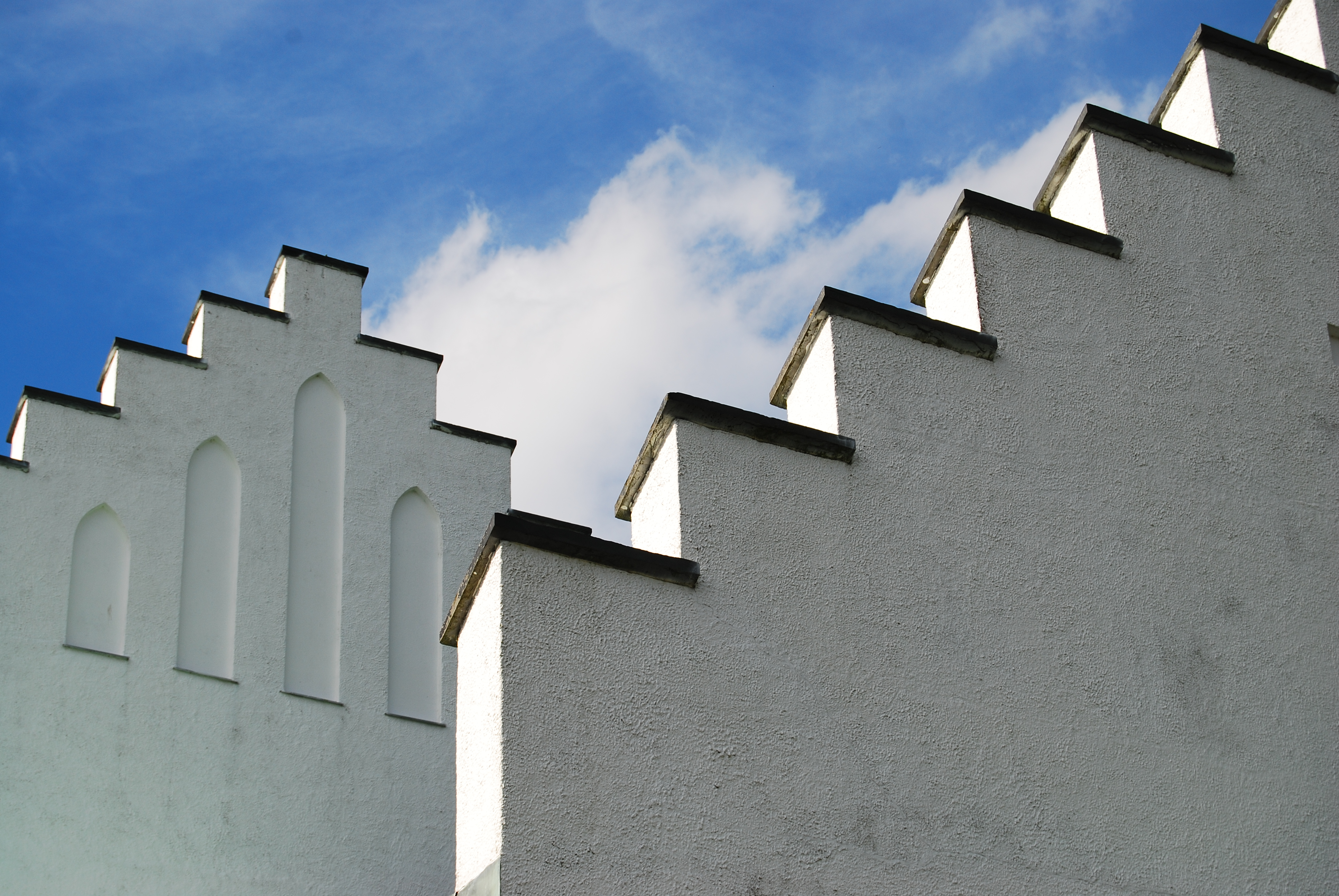
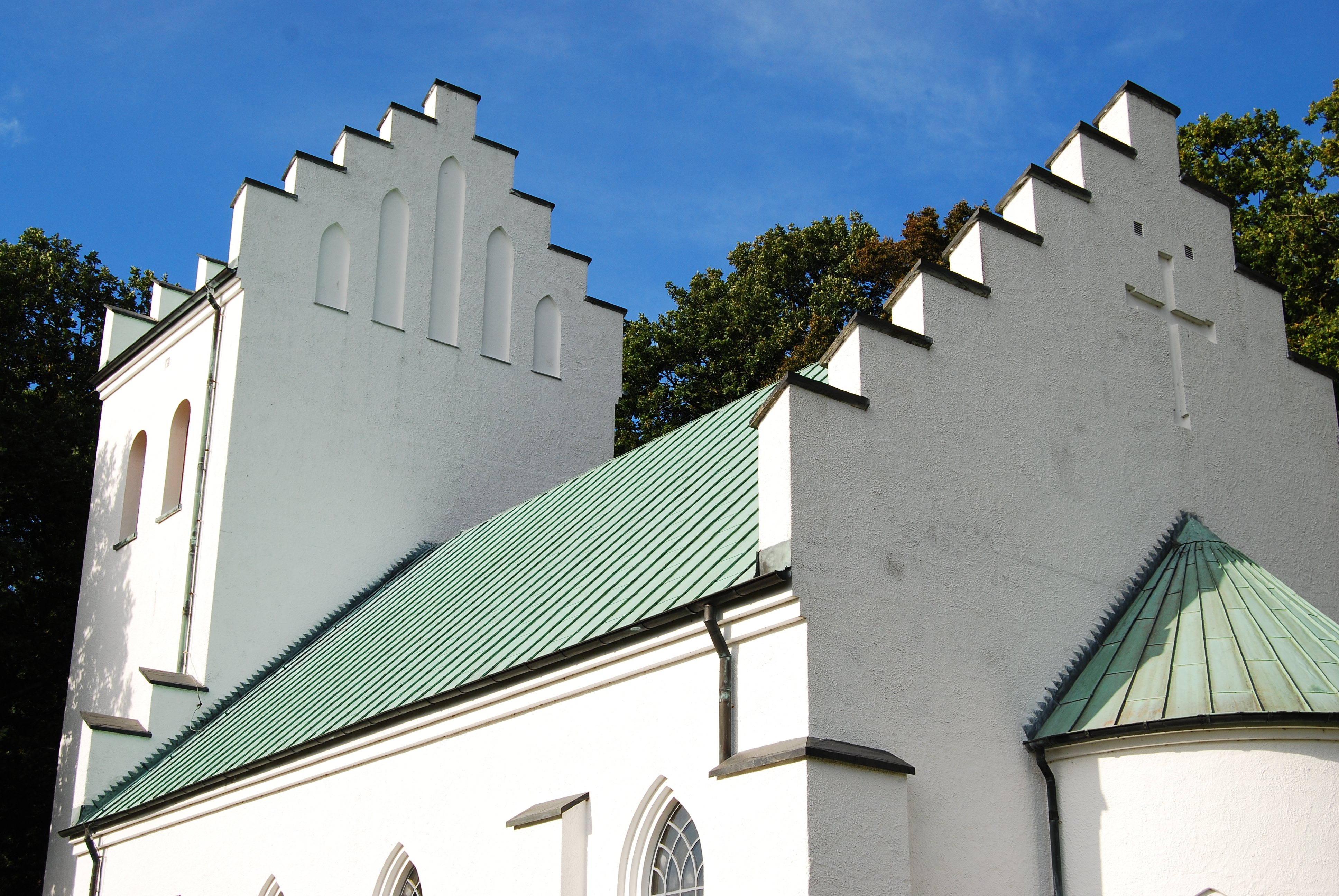

Bilder på kyrkan i september 2011.